# لرزه (فیلم ۲۰۱۱)
لرزه (به انگلیسی: Flutter) یک فیلم بریتانیایی مستقل در ژانر کمدی تاریک، محصول سال ۲۰۱۱ است. استیون لزلی نویسنده و جایلز بورگ کارگردان این فیلم هستند. جو اندرسون، ریکی تاملینسون، لارا فریزر، بیلی زین، انا انیسیمووا و مارک ویلیامز از بازیگران این فیلم هستند.